# 吴靖平
吴靖平（1963年8月—），男，汉族，安徽巢县人，中华人民共和国政治人物。四川建筑材料工业学院（现西南科技大学）非金属矿系地勘专业毕业，清华大学社会科学系思想政治教育专业硕士，西南财经大学区域经济学专业在职博士研究生学历。

## 生平
1984年5月加入中国共产党。1984年7月参加工作，历任共青团绵阳市委副书记、书记；中共绵阳市游仙区委副书记、区长、区委书记，中共绵阳市委常委、组织部部长；中共四川省委组织部副部长；中共凉山彝族自治州委书记，中共绵阳市委书记、市人大常委会主任等职。2012年5月，任中共四川省委常委、宣传部部长。2015年4月，任中共四川省委常委、秘书长。
2017年3月，任中共上海市委常委、组织部部长。2018年5月，任中共吉林省委常委，吉林省人民政府党组副书记、常务副省长。2022年6月，不再担任中共吉林省委常委。2023年1月，當選為第十三屆吉林省政協副主席。